# La Môle
La Môle település Franciaországban, Var megyében. Lakosainak száma 1502 fő (2022. január 1.). La Môle Bormes-les-Mimosas, Cavalaire-sur-Mer, Cogolin, Collobrières, Grimaud, Le Lavandou és Rayol-Canadel-sur-Mer községekkel határos.

## Népesség
A település népességének változása:
| Lakosok száma | 1286 | 1397 | 1436 | 1432 | 1446 | 1461 | 1473 | 1479 | 1502 |
|               | 2013 | 2015 | 2016 | 2017 | 2018 | 2019 | 2020 | 2021 | 2022 |